# Olly Murs (álbum)
Olly Murs é o álbum de estreia autointitulado do cantor e compositor britânico Olly Murs. Foi lançado em 26 de novembro de 2010 no Reino Unido. O primeiro single do álbum, "Please Don't Let Me Go" foi lançado em 27 de agosto de 2010. A canção estreou na primeira posição da UK Singles Chart. O segundo single do álbum, "Thinking of Me", foi lançado em 22 de novembro de 2010, e estreou na posição de número quatro. Os terceiro e quarto singles, "Heart on My Sleeve" e "Busy", e atingiram as vigésima e 45.ª colocações da para padrão do Reino Unido. Em outubro de 2011, quase um ano depois do lançamento do álbum, os ouvintes da BBC Radio 1 votaram em Olly Murs como o "Álbum do Ano" na premiação anual Radio 1 Teen Awards.

## Antecedentes e produção
Os rumores de um álbum foram surgindo logo após Murs terminar em segundo lugar na sexta temporada da competição de talentos, The X Factor. Em fevereiro de 2010, foi anunciado que Murs havia assinado contrato com as gravadoras Epic Records e Syco Music. Murs colaborou com John Shanks, Eg White, Roy Stride, Trevor Horn, Wayne Hector, Matty Benbrook, Phil Thornalley, Martin Brammer, Samuel Preston, Mark Taylor e Chris Difford no álbum. Professor Green estava previsto para aparecer no álbum, porém, o dueto não esteve pronto até a finalização do álbum. "Heart on My Sleeve" é um cover, cantado originalmente pelo finalista do American Idol, Michael Johns. Murs performou "Thinking of Me" ao vivo no The X Factor no dia 21 de novembro de 2010.

## Desempenho comercial
O álbum atingiu na UK Albums Chart, a parada oficial de álbuns do Reino Unido, a posição de número dois em 5 de dezembro de 2010, vendendo 108.000 cópias na sua primeira semana de venda. Durante três semanas o álbum foi barrado do topo pelo álbum Progress do Take That que vendeu 174.000 cópias em sua primeira semana. Nas três próximas três semanas, o álbum vendeu mais de 100.000 cópias em cada uma, se tornando o álbum de estreia mais vendido no Reino Unido em 2010. Em 8 de abril de 2011, o álbum recebeu uma certificação de platina dupla pela British Phonographic Industry (BPI), por vender mais de 600.000 cópias somente no Reino Unido. Até dezembro de 2012, o álbum ja havia vendido 760.598 cópias no país. Na Irlanda, o álbum estreou na posição de número onze. E desde então recebeu uma certificação de disco de ouro pela Irish Recorded Music Association (IRMA) por vender mais de 7.500 cópias.

## Lista de faixas
| N.º            | Título                   | Compositor(es)                                                              | Produtor(es)                  | Duração |  |
| 1.             | "Change Is Gonna Come"   | Olly Murs, Matt Prime, Blair MacKichan                                      | Matt Prime                    | 3:46    |  |
| 2.             | "Please Don't Let Me Go" | Olly Murs, Claude Kelly, Steve Robson                                       | Future Cut, Steve Robson      | 3:24    |  |
| 3.             | "Thinking of Me"         | Olly Murs, Steve Robson, Wayne Hector                                       | Future Cut, Steve Robson      | 3:26    |  |
| 4.             | "Busy"                   | Olly Murs, Adam Argyle, Martin Brammer                                      | Adam Argyle, Martin Brammer   | 3:00    |  |
| 5.             | "I Blame Hollywood"      | Olly Murs, Adam Argyle, Martin Brammer                                      | Adam Argyle, Martin Brammer   | 3:09    |  |
| 6.             | "Ask Me to Stay"         | Olly Murs, Chris Braide, Chris Difford                                      | Andy Green, Steve Fitzmaurice | 3:35    |  |
| 7.             | "Heart on My Sleeve"     | James Morrison, John Shanks                                                 | John Shanks                   | 3:29    |  |
| 8.             | "Hold On"                | Olly Murs, Julian Velard, Jerry Abbott, Grant Black, Paul Williams          | Jerry Abbott, Grant Black     | 3:05    |  |
| 9.             | "Accidental"             | Olly Murs, Paddy Byrne                                                      | Paddy Byrne                   | 3:22    |  |
| 10.            | "Love Shine Down"        | Olly Murs, Jason Pebworth, George Astasio, Jon Shave, Ed Sheeran, Dan Smith | The Invisible Men             | 4:07    |  |
| 11.            | "Don't Say Goodbye"      | Olly Murs, Samuel Preston, Mark Taylor                                      | Mark Taylor                   | 3:36    |  |
| 12.            | "A Million More Years"   | Matt Schwartz, Lol Creme                                                    | Trevor Horn                   | 3:36    |  |
| Duração total: | Duração total:           | Duração total:                                                              | Duração total:                | 47:12   |  |

| Edição deluxe do iTunes Store |                                       |         |  |
| N.º                           | Título                                | Duração |  |
| 13.                           | "Please Don't Let Me Go" (Videoclipe) | 3:34    |  |
| 14.                           | "Thinking of Me" (Videoclipe)         | 3:25    |  |